# Rom (Deux-Sèvres)
Rom ist eine französische Gemeinde mit 798 Einwohnern (Stand 1. Januar 2022) im Département Deux-Sèvres in der Region Nouvelle-Aquitaine. Sie gehört zum Kanton Celles-sur-Belle im Arrondissement Niort.

## Geographie
Die Gemeinde befindet sich etwa 45 km östlich von Niort und 40 km südlich von Poitiers im Pays Mellois. Die Dive durchquert die Gemeinde. Nachbargemeinden sind Saint-Sauvant im Norden, Payré im Nordosten, Châtillon und Couhé im Osten, Brux im Südosten, Messé im Süden, Sainte-Soline im Südwesten und Vançais im Westen.
Die LGV Sud Europe Atlantique, welche 2017 in Betrieb geht, wird das Gemeindegebiet östlich des Stadtkerns durchqueren.

## Geschichte
Auf dem Gemeindegebiet von Rom befand sich in römischer Zeit südlich des heutigen bebauten Areals eine Siedlung namens Rauranum. Von dort stammt unter anderem eine berühmte Fluchtafel, die lange als eines der wenigen Schriftzeugnisse des antiken Gallisch galt, bis Rudolf Egger zeigen konnte, dass der schwer lesbare Text in Latein verfasst ist. Dem Itinerarium Antonini, einer römischen Straßenliste, zufolge lag Rauranum zwischen den Städten Limonum (heute Poitiers) und Santonum (heute Saintes).
Die römische Siedlung bestand vom 1. bis zum 4. Jahrhundert n. Chr. In den folgenden Jahrhunderten des Frühmittelalters verlagerte sich das Siedlungsgebiet etwas nach Norden in das heutige bebaute Ortsgebiet. Aus der Merowingerzeit stammen mehrere Sarkophage im Bereich der heutigen Kirche. Als mittelalterlicher Name des Ortes ist für das Jahr 961 die Form Rodom überliefert. Seitdem taucht der Ort regelmäßig in den schriftlichen Quellen auf.

## Bevölkerungsentwicklung
| 1962 | 1968 | 1975 | 1982 | 1990 | 1999 | 2009 | Quelle |
| ---- | ---- | ---- | ---- | ---- | ---- | ---- | ------ |
| 1292 | 1162 | 998  | 918  | 833  | 785  | 805  | [ 4 ]  |

## Sehenswürdigkeiten
- Cimetière militaire de la seconde guerre mondiale
- Gallorömische Ausgrabungen
- Musée de Rauranum (Gallorömisches Museum)[5]